# Slan. Il meglio della fantascienza
Slan. Il meglio della fantascienza è stata una collana editoriale di narrativa fantascientifica, fantasy e science fantasy, curata da Ugo Malaguti e pubblicata da Libra Editrice fra il 1968 e il 1982, per un totale di 73 uscite. Venduta per corrispondenza, era stampata in formato tascabile cartonato con sovraccoperta.
La collana ha importato per la prima volta in Italia numerosi capisaldi della letteratura fantastica anglofona, spaziando fra opere di space opera dell'Epoca d'oro e romanzi contemporanei di fantascienza sociologica e della New Wave. In particolare, ha tradotto molte opere di pionieri della fantascienza come A. E. van Vogt (6 romanzi) e Clifford D. Simak (5 romanzi), una premiata saga fantasy di Roger Zelazny (5 volumi) e buona parte delle opere giovanili di Tanith Lee (10 romanzi in 8 volumi). Si segnala anche la presenza in catalogo di due romanzi italiani composti rispettivamente da Malaguti stesso e da Roberta Rambelli.

## Elenco uscite
| Numero | Autore                                 | Titolo                             | Note | Anno           |
| ------ | -------------------------------------- | ---------------------------------- | --- | -------------- |
| 1      | Jack Williamson e James E. Gunn        | Un ponte tra le stelle             | | Maggio 1968    |
| 2      | Philip José Farmer                     | Pianeta in via di sviluppo         | | Maggio 1970    |
| 3      | Philip K. Dick                         | Le tre stimmate di Palmer Eldritch | | Giugno 1970    |
| 4      | Ugo Malaguti                           | Il palazzo nel cielo               | | Novembre 1970  |
| 5      | Wilson Tucker                          | L'anno del sole quieto             | | Gennaio 1971   |
| 6      | A. E. van Vogt                         | Figli del domani                   | | Luglio 1971    |
| 7      | Jack Williamson                        | L'isola del drago                  | | Giugno 1971    |
| 8      | Robert A. Heinlein                     | La via delle stelle                | | Luglio 1971    |
| 9      | Ursula K. Le Guin                      | La mano sinistra delle tenebre     | Quarto romanzo del Ciclo dell'Ecumene. | Dicembre 1971  |
| 10     | A. E. van Vogt                         | Battaglia per l'eternità           | | Settembre 1971 |
| 11     | Leigh Brackett                         | La strada per Sinharat             | Omnibus dei primi due romanzi della Trilogia di Marte entro il ciclo di Eric John Stark: 1. Il segreto di Sinharat 2. Il popolo del talismano         | Agosto 1972    |
| 12     | A. E. van Vogt                         | Ricerca del futuro                 | Fix-up di tre racconti. | Giugno 1972    |
| 13     | Robert A. Heinlein                     | Guerra nell'infinito               | | Giugno 1972    |
| 14     | Fritz Leiber                           | Novilunio                          | | Settembre 1972 |
| 15     | Brian W. Aldiss                        | Cittadino del tramonto             | | Giugno 1973    |
| 16     | Clifford D. Simak                      | La bambola del destino             | | Marzo 1973     |
| 17     | Jack Williamson                        | Il millennio dell'antimateria      | Raccolta completa della dilogia dell'Antimateria: 1. La guerra dell'antimateria 2. L'astronave di antimateria                                         | Gennaio 1974   |
| 18     | Clifford D. Simak                      | I giorni del silenzio              | | Dicembre 1973  |
| 19     | Philip José Farmer                     | Il tempo dell'esilio               | | Ottobre 1973   |
| 20     | Lester del Rey                         | Veglia sul tuo pianeta             | La traduzione italiana è condotta sull'edizione in volume Avalon Books del 1956, abbreviata rispetto alla redazione apparsa su rivista nel 1953.      | Giugno 1974    |
| 21     | John Brunner                           | Cogli una stella cadente           | | Novembre 1974  |
| 22     | Philip José Farmer                     | L'ultimo dono del tempo            | | Settembre 1974 |
| 23     | Leigh Brackett                         | La stella amara                    | Primo romanzo della Trilogia di Skaith entro il ciclo di Eric John Stark.                                                                             | Giugno 1974    |
| 24     | Rex Gordon                             | Il pianeta della solitudine        | | Ottobre 1975   |
| 25     | Rena Vale                              | L'agonia degli immortali           | | Novembre 1975  |
| 26     | Raymond F. Jones                       | Il signore dell'universo           | | Aprile 1976    |
| 27     | Edmond Hamilton                        | Ombre sulle stelle                 | | Maggio 1976    |
| 28     | James H. Schmitz                       | Le streghe di Karres               | Riscrittura espansa del racconto omonimo apparso su rivista nel 1949.                                                                                 | Novembre 1976  |
| 29     | John Sladek                            | Il sistema riproduttivo            | | Gennaio 1977   |
| 30     | John Christopher                       | I possessori                       | | Febbraio 1977  |
| 31     | Jack Williamson                        | La potenza delle tenebre           | Fix-up di cinque racconti. | Maggio 1977    |
| 32     | Leigh Brackett                         | Skaith!                            | Omnibus del secondo e terzo romanzo della Trilogia di Skaith entro il ciclo di Eric John Stark: 1. I lupi di Skaith 2. I predoni di Skaith            | Giugno 1977    |
| 33     | Philip K. Dick e Roger Zelazny         | Deus Irae                          | | Agosto 1977    |
| 34     | Tanith Lee                             | Il signore delle tempeste          | Primo romanzo della trilogia delle Guerre di Vis. | Ottobre 1977   |
| 35     | Clifford D. Simak                      | Eredità di stelle                  | | Gennaio 1978   |
| 36     | Tanith Lee                             | Nata dal vulcano                   | Primo romanzo della trilogia della Strega Bianca. | Febbraio 1978  |
| 37     | John Brunner                           | Sabbie mobili                      | | Marzo 1978     |
| 38     | Clifford D. Simak                      | Il pianeta Shakespeare             | | Maggio 1978    |
| 39     | John Brunner                           | L'era dei miracoli                 | | Settembre 1978 |
| 40     | Tanith Lee                             | Volkhavaar                         | | Settembre 1978 |
| 41     | Andre Norton                           | Gli esuli delle stelle             | Secondo romanzo della tetralogia del Moon Singer. | Ottobre 1978   |
| 42     | Roger Zelazny                          | Nove principi in Ambra             | Primo romanzo della Pentalogia di Corwin entro le Cronache d'Ambra.                                                                                   | Novembre 1978  |
| 43     | Tanith Lee                             | Vazkor, figlio di Vazkor           | Omnibus del secondo e terzo romanzo della trilogia della Strega Bianca: 1. Vazkor, figlio di Vazkor 2. La strega bianca                               | Novembre 1978  |
| 44     | Roger Zelazny                          | Le armi di Avalon                  | Secondo romanzo della Pentalogia di Corwin entro le Cronache d'Ambra.                                                                                 | Febbraio 1979  |
| 45     | Murray Leinster                        | S.O.S. da tre mondi                | Raccolta di tre romanzi brevi afferenti al ciclo della Nave Medica: - Epidemia su Kryder-II - Il nastro nel cielo - Il mondo in quarantena            | Maggio 1979    |
| 46     | Roger Zelazny                          | Il segno dell'unicorno             | Terzo romanzo della Pentalogia di Corwin entro le Cronache d'Ambra.                                                                                   | Giugno 1979    |
| 47     | Clifford D. Simak                      | La compagnia del talismano         | | Ottobre 1979   |
| 48     | Tanith Lee                             | Il signore della notte             | Omnibus dei primi due romanzi dei Racconti della Terra Piatta: 1. Il padrone della notte 2. Il padrone della morte                                    | Novembre 1979  |
| 49     | Roger Zelazny                          | La mano di Oberon                  | Quarto romanzo della Pentalogia di Corwin entro le Cronache d'Ambra.                                                                                  | Gennaio 1980   |
| 50     | A. E. van Vogt                         | L'uomo dai mille nomi              | | Agosto 1981    |
| 51     | Roger Zelazny                          | Le coorti del Caos                 | Quinto romanzo della Pentalogia di Corwin entro le Cronache d'Ambra.                                                                                  | Luglio 1980    |
| 52     | Roberta Rambelli                       | Profilo in lineare B               | | Dicembre 1980  |
| 53     | L. Ron Hubbard                         | I ribelli dell'universo            | Raccolta completa allestita per il mercato italiano del ciclo dei Ribelli dell'Universo, comprende cinque racconti.                                   | Dicembre 1980  |
| 54     | Ross Rocklynne                         | Il ladro delle stelle              | Raccolta di racconti allestita dall'autore, comprende il trittico di Colbie & Deverel e due testi autoconclusivi.                                     | Febbraio 1981  |
| 55     | A. E. van Vogt                         | Incontro con l'infinito            | | Febbraio 1981  |
| 56     | Raymond Z. Gallun                      | Le ombre dell'Eden                 | | Marzo 1981     |
| 57     | Stanton A. Coblentz                    | Il mondo perduto                   | | Giugno 1981    |
| 58     | John Taine                             | La stella di ferro                 | | Agosto 1981    |
| 59     | David Houston                          | Prospettiva aliena                 | | Settembre 1981 |
| 60     | Murray Leinster                        | La Galassia Nera                   | Raccolta completa della saga di Rod Cantrell, comprende il racconto "La storia di Rod Cantrell" e il romanzo eponimo La Galassia Nera.                | Ottobre 1981   |
| 61     | Tanith Lee                             | Il pianeta dell'eterna notte       | | Novembre 1981  |
| 62     | L. Ron Hubbard                         | L'impero dei Mille Soli            | Raccolta completa allestita per il mercato italiano del ciclo dell'Impero dei Mille Soli, comprende otto racconti collegati da una cornice narrativa. | Novembre 1981  |
| 63     | Tanith Lee                             | Foresta elettrica                  | | Gennaio 1982   |
| 64     | L. Ron Hubbard                         | I guerrieri del tempo              | | Gennaio 1982   |
| 65     | C. J. Cherryh                          | La Lega dei mondi oscuri           | Primo romanzo del ciclo delle Guerre dell'Anonima entro l'Universo della Lega e della Confederazione.                                                 | Febbraio 1982  |
| 66     | Charles Henneberg e Nathalie Henneberg | Il sangue degli astri              | | Febbraio 1982  |
| 67     | Stanton A. Coblentz                    | Crisi sul pianeta Krong            | | Febbraio 1982  |
| 68     | William F. Temple                      | Le lune perdute                    | | Febbraio 1982  |
| 69     | Samuel R. Delany                       | Dhalgren                           | | Marzo 1982     |
| 70     | A. E. van Vogt e Renato Pestriniero    | Il villaggio incantato             | Versione espansa del racconto omonimo composta in collaborazione da van Vogt e Pestriniero.                                                           | Marzo 1982     |
| 71     | Edmond Hamilton                        | I principi delle stelle            | | Aprile 1982    |
| 72     | Ian Wallace                            | La cometa di Lucifero              | Romanzo afferente all'universo di Croyd. | Aprile 1982    |
| 73     | Janet Morris                           | La spada di Silistra               | Primo romanzo della tetralogia di Silistra. | Maggio 1982    |